# 400 meter för herrar vid Världsmästerskapen i friidrott 2019
Herrarnas 400 meter vid Världsmästerskapen i friidrott 2019 avgjordes 1–4 oktober 2019 på Khalifa International Stadium i Doha, Qatar.

## Resultat

### Försöksheat
De tre första i varje heat ( Q ) och de sex näst snabbaste ( q ) kvalificerade sig för semifinalerna.
| Placering | Heat | Bana | Namn                  | Nationalitet                   | Tid   | Noteringar |
| --------- | ---- | ---- | --------------------- | ------------------------------ | ----- | ---------- |
| 1         | 2    | 2    | Kirani James          | Grenada                        | 44,94 | Q          |
| 2         | 4    | 7    | Michael Norman        | USA                            | 45,00 | Q          |
| 3         | 4    | 5    | Demish Gaye           | Jamaica                        | 45,02 | Q          |
| 4         | 6    | 7    | Emmanuel Korir        | Kenya                          | 45,08 | Q          |
| 5         | 3    | 4    | Davide Re             | Italien                        | 45,08 | Q          |
| 6         | 4    | 3    | Leungo Scotch         | Botswana                       | 45,10 | Q, 0PB0    |
| 7         | 2    | 8    | Julian Walsh          | Japan                          | 45,14 | Q, 0PB0    |
| 8         | 3    | 3    | Fred Kerley           | USA                            | 45,19 | Q          |
| 9         | 1    | 3    | Machel Cedenio        | Trinidad och Tobago            | 45,26 | Q          |
| 10        | 6    | 6    | Jonathan Sacoor       | Belgien                        | 45,32 | Q          |
| 11        | 1    | 4    | Akeem Bloomfield      | Jamaica                        | 45,34 | Q          |
| 12        | 6    | 5    | Rabah Yousif          | Storbritannien                 | 45,40 | Q          |
| 13        | 1    | 8    | Thapelo Phora         | Sydafrika                      | 45,45 | Q          |
| 14        | 3    | 7    | Abbas Abubakar Abbas  | Bahrain                        | 45,47 | Q          |
| 15        | 2    | 3    | Vernon Norwood        | USA                            | 45,59 | Q          |
| 16        | 6    | 8    | Jhon Perlaza          | Colombia                       | 45,62 | q          |
| 17        | 1    | 5    | Alphas Kishoyian      | Kenya                          | 45,65 | q          |
| 18        | 5    | 3    | Steven Gardiner       | Bahamas                        | 45,68 | Q          |
| 19        | 3    | 8    | Mazen Al-Yasen        | Saudiarabien                   | 45,70 | q          |
| 20        | 6    | 3    | Nathan Strother       | USA                            | 45,71 | q          |
| 21        | 4    | 4    | Yousef Karam          | Kuwait                         | 45,74 | q          |
| 22        | 2    | 7    | Steven Solomon        | Australien                     | 45,82 | q          |
| 23        | 2    | 6    | Derrick Mokaleng      | Sydafrika                      | 45,87 |            |
| 24        | 5    | 5    | Philip Osei           | Kanada                         | 45,87 | Q          |
| 25        | 4    | 2    | Alonzo Russell        | Bahamas                        | 45,91 |            |
| 26        | 5    | 6    | Anthony Zambrano      | Colombia                       | 45,93 | Q          |
| 27        | 1    | 6    | Lucas Carvalho        | Brasilien                      | 46,01 |            |
| 28        | 5    | 7    | Ditiro Nzamani        | Botswana                       | 46,19 |            |
| 29        | 5    | 2    | Rusheen McDonald      | Jamaica                        | 46,21 |            |
| 30        | 3    | 2    | Mikhail Litvin        | Kazakstan                      | 46,28 |            |
| 31        | 6    | 4    | Taha Hussein Yaseen   | Irak                           | 46,58 |            |
| 32        | 4    | 6    | Todiasoa Rabearison   | Madagaskar                     | 46,80 | 0NR0       |
| 33        | 2    | 4    | Luka Janežič          | Slovenien                      | 46,84 |            |
| 34        | 5    | 4    | Brandon Parris        | Saint Vincent och Grenadinerna | 47,39 |            |
| 35        | 6    | 2    | Jessy Franco          | Gibraltar                      | 47,41 | 0NR0       |
| 36        | 3    | 5    | Bachir Mahamat        | Tchad                          | 47,65 |            |
| 37        | 1    | 2    | Abdalelah Haroun      | Qatar                          | 47,76 | 0SB0       |
| 38        | 3    | 6    | Jovan Stojoski        | Nordmakedonien                 | 47,92 |            |
| 39        | 4    | 8    | Moussa Zaroumeye      | Niger                          | 48,13 |            |
| 40        | 5    | 8    | Mohammad Jahir Rayhan | Bangladesh                     | 48,48 |            |
| 41        | 2    | 5    | Tikie Terry Mael      | Vanuatu                        | 48,52 | 0PB0       |
| 42        | 1    | 7    | Matthew Hudson-Smith  | Storbritannien                 | DNF   | DNF        |

### Semifinaler
De två första i varje heat ( Q ) och de två näst snabbaste ( q ) kvalificerade sig för finalen.
| Placering | Heat | Bana | Namn                 | Nationalitet        | Tid   | Noteringar |
| --------- | ---- | ---- | -------------------- | ------------------- | ----- | ---------- |
| 1         | 2    | 6    | Steven Gardiner      | Bahamas             | 44,13 | Q, 0SB0    |
| 2         | 2    | 5    | Kirani James         | Grenada             | 44,23 | Q, 0SB0    |
| 3         | 1    | 4    | Fred Kerley          | USA                 | 44,25 | Q          |
| 4         | 1    | 5    | Emmanuel Korir       | Kenya               | 44,37 | Q, 0SB0    |
| 5         | 3    | 7    | Machel Cedenio       | Trinidad och Tobago | 44,41 | Q, 0SB0    |
| 6         | 3    | 8    | Anthony Zambrano     | Colombia            | 44,55 | Q, 0NR0    |
| 7         | 2    | 7    | Demish Gaye          | Jamaica             | 44,66 | q, 0SB0    |
| 8         | 3    | 6    | Akeem Bloomfield     | Jamaica             | 44,77 | q          |
| 9         | 1    | 7    | Davide Re            | Italien             | 44,85 |            |
| 10        | 2    | 9    | Vernon Norwood       | USA                 | 45,00 |            |
| 11        | 2    | 8    | Leungo Scotch        | Botswana            | 45,00 | 0PB0       |
| 12        | 1    | 6    | Jonathan Sacoor      | Belgien             | 45,03 | 0PB0       |
| 13        | 3    | 5    | Julian Walsh         | Japan               | 45,13 | 0PB0       |
| 14        | 3    | 9    | Rabah Yousif         | Storbritannien      | 45,15 | 0PB0       |
| 15        | 2    | 3    | Jhon Perlaza         | Colombia            | 45,17 |            |
| 16        | 1    | 9    | Thapelo Phora        | Sydafrika           | 45,24 |            |
| 17        | 1    | 8    | Abbas Abubakar Abbas | Bahrain             | 45,26 |            |
| 18        | 1    | 2    | Nathan Strother      | USA                 | 45,34 |            |
| 19        | 2    | 4    | Philip Osei          | Kanada              | 45,44 |            |
| 20        | 2    | 2    | Steven Solomon       | Australien          | 45,54 | 0SB0       |
| 21        | 3    | 2    | Alphas Kishoyian     | Kenya               | 45,55 |            |
| 22        | 3    | 4    | Michael Norman       | USA                 | 45,94 |            |
| 23        | 1    | 3    | Mazen Al-Yasen       | Saudiarabien        | 46,11 |            |
| 24        | 3    | 3    | Yousef Karam         | Kuwait              | DNF   | DNF        |

### Final
Finalen avgjordes den 4 oktober klockan 22:20.
| Placering | Bana | Namn             | Nationalitet        | Tid   | Noteringar |
| --------- | ---- | ---------------- | ------------------- | ----- | ---------- |
| 1         | 4    | Steven Gardiner  | Bahamas             | 43,48 | 0NR0       |
| 2         | 8    | Anthony Zambrano | Colombia            | 44,15 | 0AR0       |
| 3         | 5    | Fred Kerley      | USA                 | 44,17 |            |
| 4         | 3    | Demish Gaye      | Jamaica             | 44,46 | 0PB0       |
| 5         | 7    | Kirani James     | Grenada             | 44,54 |            |
| 6         | 9    | Emmanuel Korir   | Kenya               | 44,94 |            |
| 7         | 6    | Machel Cedenio   | Trinidad och Tobago | 45,30 |            |
| 8         | 2    | Akeem Bloomfield | Jamaica             | 45,36 |            |